# Episodi di Casualty (prima stagione)
La prima stagione della serie televisiva Casualty è stata trasmessa in anteprima nel Regno Unito da BBC One tra il 6 settembre 1986 e il 27 dicembre 1986.
| nº | Titolo originale         | Titolo italiano | Prima TV UK       | Prima TV Italia |
| -- | ------------------------ | --------------- | ----------------- | --------------- |
| 1  | Gas                      |                 | 6 settembre 1986  |                 |
| 2  | Hide and Seek            |                 | 13 settembre 1986 |                 |
| 3  | Night Runners            |                 | 20 settembre 1986 |                 |
| 4  | Jump Start               |                 | 27 settembre 1986 |                 |
| 5  | Blood Brothers           |                 | 4 ottobre 1986    |                 |
| 6  | High Noon                |                 | 11 ottobre 1986   |                 |
| 7  | Professionals            |                 | 18 ottobre 1986   |                 |
| 8  | Crazies                  |                 | 25 ottobre 1986   |                 |
| 9  | Moonlight Becomes You... |                 | 8 novembre 1986   |                 |
| 10 | Teeny Poppers            |                 | 15 novembre 1986  |                 |
| 11 | Drunk                    |                 | 22 novembre 1986  |                 |
| 12 | Quiet                    |                 | 6 dicembre 1986   |                 |
| 13 | No Future                |                 | 13 dicembre 1986  |                 |
| 14 | Survival                 |                 | 20 dicembre 1986  |                 |
| 15 | Closure                  |                 | 27 dicembre 1986  |                 |